# مقاطعة كولكويت (جورجيا)
مقاطعة كولكويت (بالإنجليزية: Colquitt County)‏ هي إحدى المقاطعات في ولاية جورجيا في الولايات المتحدة الأمريكية.